# Global Volcanism Program
El programa Global Volcanism Program (en català Programa de Vulcanisme Global), conegut per les sigles GVP, de la Smithsonian Institution documenta els volcans de la Terra i la seva història eruptiva durant els darrers 10.000 anys.
Aquest programa produeix informes sobre les erupcions actuals i manté un recull de les dades sobre els volcans actius i les seves erupcions. D'aquesta manera, el programa presenta un context global del vulcanisme actiu del planeta. Els informes de la Smithsonian Institution sobre l'activitat volcànica es remunten a 1968, quan es creà el Centre de fenòmens de vida curta (CSLP). La seu del Global Volcanism Program es troba al Departament de Ciències Minerals del Museu Nacional d'Història Natural, ubicat al National Mall de Washington, DC.